# Пам'ятник Тарасові Шевченку (Жуків)

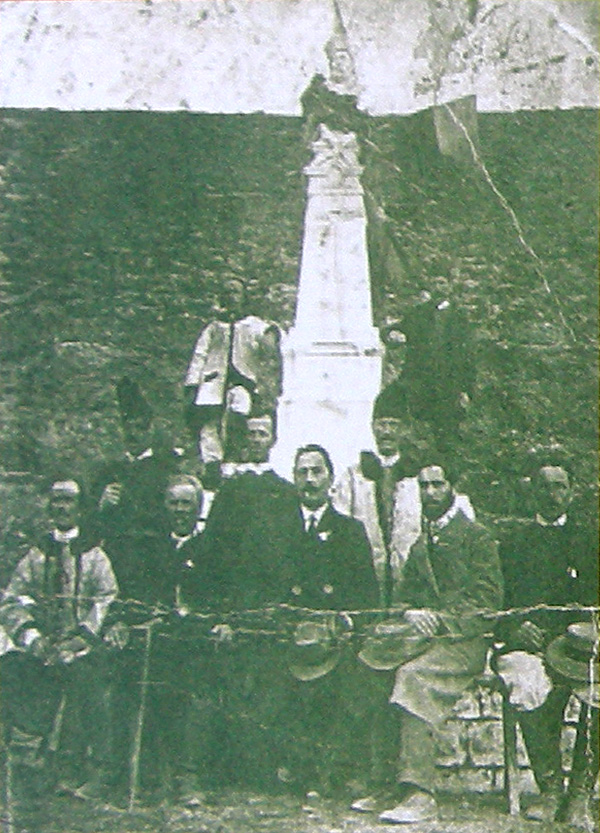
Біля пам'ятника Тарасові Шевченку в Жукові: автор пам'ятника майстер-різьбяр Василь Бідула, справа — його син Степан, помічник у праці; другий зліва (з палицею) сидить Данило Федчишин, муж довір'я Жукова, поруч з ним (здогадно) — посол до Віденського парламенту Тимотей Старух. 1914 рік

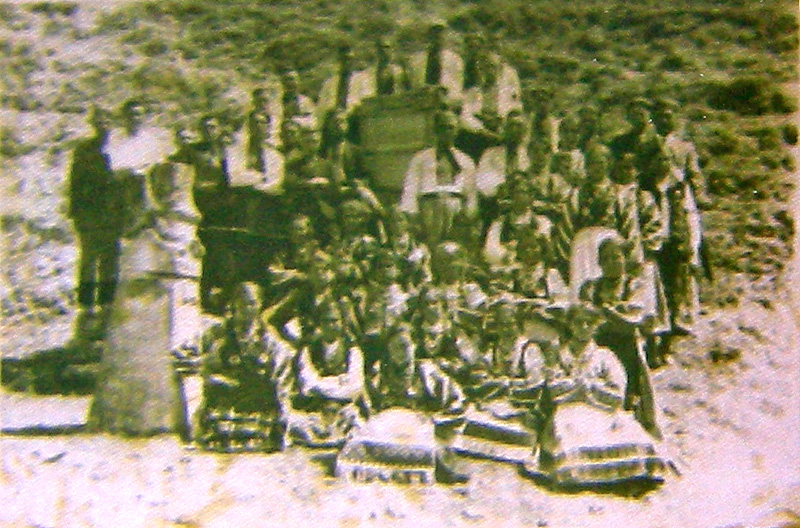
Сільська молодь біля зруйнованого польською владою пам'ятника. 1931 рік

Пам'ятник Тарасові Шевченку в Жукові — погруддя українського поета Тараса Григоровича Шевченка в селі Жукові Бережанського району на Тернопільщині.
Пам'ятка монументального мистецтва місцевого значення, охоронний номер 61.

## Опис
Пам'ятник розташований біля автобусної зупинки. Погруддя виготовлене з гіпсу, висота — 0,5 м, постамент — із каменю-пісковика, висота — 2 м.
У центрі постамента табличка з написом «Т. Г. Шевченко 1814—1861».

## Історія
Перший пам'ятник Тарасові Шевченку в Жукові споруджений напередодні Першої світової війни в 1912 або 1914 році. Це також перше погруддя Кобзареві на території Тернопілля й одне з перших у Західній Україні. Його виготовив місцевий самоук-різьбяр Василь Бідула за порадою Івана Франка та за ініціативою місцевого пароха о. Сильвестра Лепкого на замовлення жуківської громади.
Пам'ятник зруйнований під час пацифікації в 1931 році, відновлений у 1964 або 1967 році.
Збереглися рідкісні світлини, пов'язані з історією цього пам'ятника.